# Al-Dschunaina
Al-Dschunaina oder El Geneina (auch Ajjinena, Al Genain oder Geneina, arabisch الجنينة, DMG al-Ǧunayna) ist die Hauptstadt des sudanesischen Bundesstaates Gharb Darfur (West-Darfur).

## Lage
Al-Dschunaina liegt etwa 800 Meter hoch im Westen des Marra-Plateaus nahe der Straße, die über al-Fāschir (etwa 350 km) führt, rund 1200 km von Khartum und etwa 27 km von der Grenze zum Tschad entfernt. Eine weitere Fernstraße führt südöstlich nach Nyala.

## Bevölkerung
Al-Dschunaina hat 169.259 Einwohner (Berechnung 2010).
Bevölkerungsentwicklung:
| Jahr              | Einwohner |
| ----------------- | --------- |
| 1973 (Zensus)     | 35.424    |
| 1983 (Zensus)     | 55.996    |
| 1993 (Zensus)     | 92.831    |
| 2010 (Berechnung) | 169.259   |

## Geschichte
Am 4. Januar 1910 geriet ein Trupp von 112 französischen Soldaten, der plündernde Angehörige der Masalit im Rahmen der Kolonialisierung des Wadai verfolgte, im nahen Wadi Kajja in einen Hinterhalt und wurde massakriert (auch: „Schlacht von Kirnding“). Den Männern des Sultan der Masalit Taj ad-Din fielen 180 Gewehre und 20.000 Schuss Munition in die Hände.
Aufgrund des anhaltenden Konflikts in Darfur gibt es um die Stadt diverse Flüchtlingslager, die von verschiedenen, überwiegend vom WFP finanzierten Hilfsorganisationen versorgt werden.
Im Januar 2021 starben bei gewaltsamen Zusammenstößen zwischen Angehörigen verschiedener Volksgruppen mehr als 80 Menschen. Der Kämpfe brachen nach einem Mord aus.
Im Verlauf des Jahres 2023 wurden nach Angaben der Vereinten Nationen im Rahmen der Masalit-Massaker alleine in al-Dschunaina zwischen 10.000 und 15.000 Menschen von Kräften der sudanesischen paramilitärischen Rapid Support Forces und mit ihnen verbündeten arabischen Milizen getötet.
Siehe auch: Krieg im Sudan (2023)

## Infrastruktur
Die Straßen in und um die Stadt sind zumeist nicht asphaltiert. Der Flughafen al-Dschunaina liegt nordöstlich der Stadt und verfügt über eine 1600 m lange Start- und Landebahn.

## Persönlichkeiten
- Abdalla Abdelgadir (* 1987), Mittelstreckenläufer